# 1,1-二氟乙烯
1,1-二氟乙烯，结构式F2C＝CH2。

## 性质
无色微有醚臭的易燃气体。微溶于水，溶于乙醇和乙醚。

## 制备
1,1-二氟乙烷与定量的氯气在650～680°C进行反应，前者发生热解生成1,1-二氟乙烯。反应后经压缩、分馏和提纯，得成品。
{\displaystyle \ CH_{3}CHF_{2}+Cl_{2}\ {\xrightarrow {650\!-\!680^{o}C}}\ CH_{2}\!=\!CF_{2}+2HCl}

## 用途
用于制造聚偏二氟乙烯、氟橡胶和氟塑料，以及各种共聚物和含氟弹性体。